# Johann Ernst Osiander
Johann Ernst Osiander (* 23. Juni 1792 in Stuttgart; † 3. April 1870 in Göppingen) war ein deutscher evangelischer Theologe.

## Leben
Der Sohn des Theologen Johann Eberhard Osiander und dessen Frau Friedericke (geb. Walz) besuchte die Schule und das Gymnasium seiner Heimatstadt. 1809 bezog er die Universität Tübingen, um ein Studium der Theologie bei Johann Friedrich Flatt (1759–1821) zu absolvieren. Hier erwarb er 1811 den akademischen Grad eines Magisters der Philosophie, wurde nach seinen Studien Hauslehrer der Familie der Senatorswitwe Castendyk in Bremen, wurde 1817 Repetent am theologischen Seminar in Tübingen, 1819 Stadtvikar in Stuttgart und 1820 Diaconus in Metzingen.
1824 berief man ihn als zweiten Professor am niederen evangelischen Predigerseminar Maulbronn er stieg 1831 zum ersten Professor des Seminars auf, 1840 ernannte man ihm zum Dekan in Göppingen, 1860 erhielt er von der Tübinger Hochschule und der Universität Göttingen die Ehrendoktorwürde der Theologie und er verstarb 1870 als Prälat in Göppingen.
Osiander, der auch eine Kinderrettungsanstalt gründete, wird zu den supranaturalistischen Theologen gezählt, der vor allem von Friedrich Schleiermacher beeinflusst wurde.

## Familie
Osiander war zwei Mal verheiratet. Er hatte sich 1820 mit Wilhelmine Camerer (* Stuttgart; † 23. Januar 1823 in Maulbronn) verheiratet. Seine zweite Ehe schloss er 1824 mit deren Schwester Henriette Camerer († 7. April 1864) ein. Aus beiden Ehen gingen fünf Kinder hervor. Nur eine Tochter überlebte den Vater; der ebenfalls als Theologe und Orientalist tätige Sohn Johann Ernst Wilhelm Osiander starb früh (1829–1864).

## Schriften
- Philipp Melanchthon: Rede zur Feier des dritten Jubelfestes der Augsburgischen Confession. 1830.
- Zum Andenken Dr. Gottfried Menken’s, weil Pastor Primar. an St. Martini in Bremen. Bremen 1832.
- Apologie des Lebens Jesu gegen den neuesten Versuch, es in Mythen aufzulösen. 1837.
- Lehrbuch zum christlichen Religionsunterricht für die gereiftere Jugend in höheren Lehranstalten, auch zum Selbstunterricht für Gebildete. Tübingen 1839 (online).
- Worte am Grabe unserer Tochter Elisabethe Sophie Henriette. 1840.
- Abschiedspredigt zu Maulbronn und Antrittspredigt zu Göppingen. 1841.
- Kommentar über die beiden Briefe Pauli an die Korinther. 1. Band 1847, 2. Band 1858 (online).